# Xanthophyllum flavescens
Xanthophyllum flavescens är en jungfrulinsväxtart som beskrevs av William Roxburgh. Xanthophyllum flavescens ingår i släktet Xanthophyllum och familjen jungfrulinsväxter. Inga underarter finns listade i Catalogue of Life.